# Шадрінський міський округ
Ша́дрінський міський округ (рос. Шадринский городской округ) — адміністративна одиниця Курганської області Російської Федерації.
Адміністративний центр — місто та єдиний населений пункт Шадрінськ.

## Населення
Населення округу становить 75623 особи (2017; 77756 у 2010, 80865 у 2002).